# Yamaki
La empresa Yamaki (ヤマキ?), es el principal fabricante japonés de katsuobushi (lomos de sarda seco ahumado en virutas). También produce mentsuyu (un tipo de salsa japonesa) y otros productos saborizantes. Fue fundada en 1950 y su sede central se encuentra en la Ciudad de Iyo de la Prefectura de Ehime.

## Características
La denominación "Yamaki" la conserva desde la época en que era una empresa familiar.
Es una de las principales empresas de la Ciudad de Iyo. 

## Datos
- Razón social: Yamaki S.A. (ヤマキ株式会社 Yamaki Kabushikigaisha?)
- Razón social (inglés): Yamaki Co., Ltd.
- Fundación: noviembre de 1950
- Sede central: 〒799-3113 Kominato 1698-6, Ciudad de Iyo, Prefectura de Ehime
- Director ejecutivo: Hisashi Kido (城戸 恒 Kido Hisashi?)
- Cantidad de empleados: 650 (al 31 de marzo de 2007)

## Historia
- 1917: Toyokichi Kido (城戸 豊吉 Kido Toyokichi?) abre la tienda de katsuobushi Comercial Kido (城戸商店 Kido Shōten?) en la Villa de Kitayamazaki (北山崎村 Kitayamazaki-mura?), en la actualidad parte de la Ciudad de Iyo. En su momento la venta de katsuobushi se realizaba en bruto.
- 1921: traslada su local al distrito Kominato (米湊?) de la Villa de Gunchu (郡中村 Gunchū-mura?), en la actualidad parte de la Ciudad de Iyo. También inaugura su planta industrial.
- 1930: la Línea Yosan inaugura la Estación Ciudad de Iyo, lo que le permite distribuir su producción a través del ferrocarril en lugar del transporte por barco.
- 1931: inaugura su sucursal en la Ciudad de Tokio.
- 1935: ampliación de la planta industrial.
- 1944: durante la Segunda Guerra Mundial es obligada a cesar sus actividades.
- 1947: reinicia su actividad como un comercio personal.
- 1950: se reorganiza en una sociedad anónima.
- 1971: cambia su razón social a Yamaki S.A. y simultáneamente amplía la oferta de productos.
- 1973: lanza el Paquete Katsuo (かつおパック Katsuo Pakku?), el katsuobushi ensobrado y resulta ser un éxito de ventas. Esto le permite superar a Marutomo, Maruai y Nimben; pasando a ser la principal empresa de katsuobushi.
- 2007: el 1° de febrero se asocia con Ajinomoto.